# Notothylas indica
Notothylas indica là một loài rêu trong họ Notothyladaceae. Loài này được Kashyap mô tả khoa học đầu tiên năm 1925.
Danh pháp khoa học của loài này chưa được làm sáng tỏ. 